# 途別川

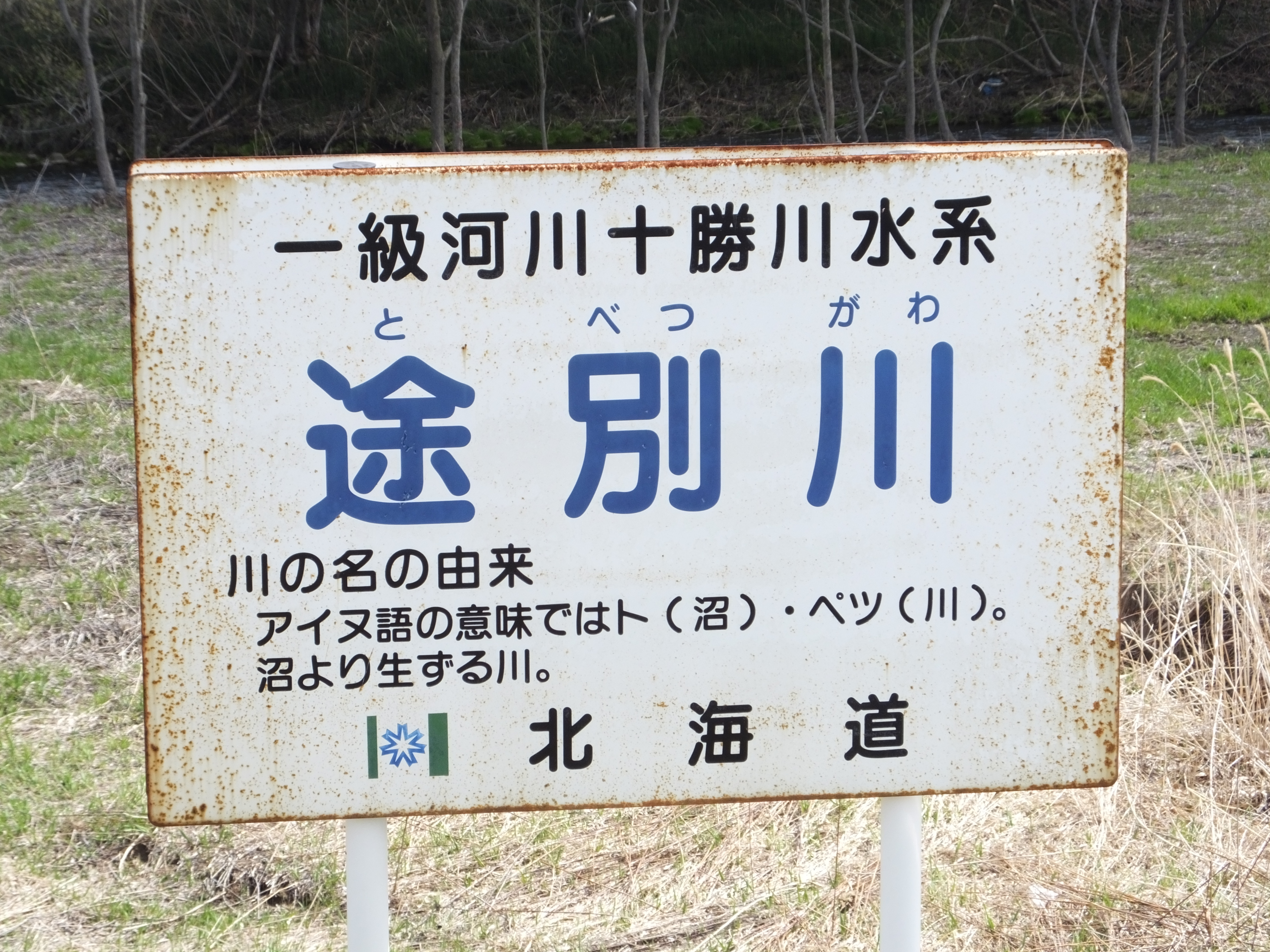
白人橋にある河川名標

途別川（とべつがわ）は、北海道東部の十勝平野中央部を流れる一級河川。十勝川水系の支流で、帯広市の南東部と中川郡幕別町の途別・札内地区を流れる。途別とはアイヌ語のトゥ・ペツ（水かさが2倍になる川）またはト・ペツ（沼の川）の意とされる。

## 地理
北海道帯広市南東部、とかち帯広空港の西側付近に源を発し北へ流れる。JR札内駅付近で北西に転じ中川郡幕別町字相川で十勝川に合流する。
十勝地方の河川の大部分が周辺部の山岳地帯を源流としているのに対し、この河川は平野部に発し、平野部を北上して流れていくという他にあまり見られない特徴をもつ。源流部はとかち帯広空港付近の畑が広がる平坦な場所で、畑の間の用水路から湧き出る泉が集まって流れ出している。このあたりは日高山脈の伏流水が湧き出る場所ともいわれている。
幕別町の途別・札内地区を流れる中流域では畑や住宅街の付近を10メートル前後の川幅で流れていくが、そのほとんどは両岸に堤防が築かれ、河川改修工事の済んだ状態となっている。畑の間を流れてきた用水路が多く合流し、その水門が設けられている所が多いが、これは付近の畑や住宅地が以前は水田だったことの名残である。
中流域以降、札内地区を過ぎ、千住地区になるとそれまで緩やかに蛇行していた河川がまっすぐになる。これは昔は千住地区の平野部を流れ、同じ幕別町の猿別川に合流していた河川を直行させる工事を行い、十勝川に直接合流させるようにしたためである。以前の水路は旧途別川として畑の間を流れているが、幅1メートル程度のごく小さな流れとなっている。十勝川との合流点は十勝川温泉の対岸近くであり、付近は緑豊かな公園地帯となっている。
途別地区の流域には十勝地方の開拓の先駆者依田勉三の「水田発祥の地」の碑がある。このあたりが十勝地方で初めて水田が開かれた場所だが、現在は付近で水田を営んでいる農家はなくなってしまっている。しかし，地域住民の願いで，幕別町立途別小学校において，地域の農家に支えられながら稲作が続けられている。

## 生物
中流域より下流の十勝川との合流点近くや旧途別川の一部には冬になるとハクチョウが飛来する。周辺の林には、アオサギが数多く巣を作っているなど野鳥も多い。
途別川では、サケの遡上を観察することができる。これは地元の「幕別町ふるさと館」が毎年稚魚を孵化させて放流しているためである。ウグイやニジマス、キタノトミヨなどの魚も釣れるが、河川改修工事が進むにつれ数は減ってきている。昔は海からウグイが大群で遡上することもあったという。

## 主な橋梁
- 泉郷橋
- 泉橋 - 道道109号 新帯広空港線
- 以平橋
- 幸以橋
- 上途別橋 - 道道62号 豊頃糖内芽室線
- 上途別橋
- 途別橋
- 第２桜木橋
- 柳橋 - 道道962号 愛国停車場古舞線
- 新生橋
- 途別３号橋
- 途別２号橋
- 六間橋 - 道道238号 更別幕別線
- 途別10線橋
- 依田橋
- 吐月橋
- 春日橋
- 白人橋
- （根室本線）
- 千住12号橋 - 道道151号 幕別帯広芽室線
- 白鳥橋
- 千住橋 - 国道38号

（十勝川）

## 流域の自治体
北海道
帯広市、中川郡幕別町